# Vil han klare pynten?
Vil han klare pynten? (Kommer han att klara isbildningen?) är en oljemålning från 1879–1880 av den danske konstnären Michael Ancher. Målningen tillhör Skagens Museum. 
Målningen visar en grupp fiskare i Skagen som spanar ut mot ett vindpinat hav. Av fiskarnas allvarliga ansiktsuttryck kan man förstå att något dramatiskt pågår. Titeln förklarar att en båt har kommit för nära land och fiskarna undrar om den kommer att klara att runda udden, möjligtvis Grenen.
Målningen innebar ett genombrott för Ancher. Han hade 1880 ställt ut den på Charlottenborg Forårsudstilling där den uppmärksammats av flera konsthandlare. Sluligen köptes den av Kristian IX av Danmark och hans konstintresserade hustru Louise av Hessen-Kassel. Detta gav inte bara uppmärksamhet till Skagenmålarna utan också tillräckligt med pengar till Ancher för att gifta sig med Anna Ancher.